# Ernesto Steinmann
Pour les articles homonymes, voir Steinmann.
Ernesto Steinmann ou Ernst Steinmann (Jördenstorf, Grand-duché de Mecklembourg-Schwerin, 1866 - Bâle, 1934) est un érudit allemand qui a vécu en Italie à la fin du XIXe et au début du  XXe siècle et qui fut l'un des premiers historiens de l'art à écrire des monographies d'artistes italiens.

## Biographie
Ernesto Steinmann  fut le directeur de 1903 à 1911 des Großherzoglichen Museums de Schwerin puis, après la mort de sa femme en 1911, il quitta l'Allemagne pour retourner en Italie, à Rome où il rencontra Henriette Hertz, qui collectionne des œuvres italiennes dans son logement du  Palais Zuccari et dont le projet était de léguer ses biens pour une fondation. Le projet fut alors  réorienté en l'institut allemand de la Bibliotheca Hertziana, fondé en  1912 et dont il occupa le poste de directeur nommé à vie, jusqu'à sa mort en 1934.
Après l'entrée en guerre de l'Italie aux côtés des Alliés en mai 1915, tous les instituts de recherche allemands ayant quitté l'Italie, Ernesto Steinmann quitta Rome et l'Italie pour Munich et Berlin, jusqu'à la réouverture de la bibliothèque, protégée par l'État italien, en 1919.
Rudolf Wittkower y fut son assistant vers 1927, précédant dans ce poste Richard Krautheimer (de).
Il est cité dans l'avant-propos du Rapport Kümmel, commandé par le régime nazi pour justifier les spoliations de biens culturels commises en Europe de l'Ouest, comme l'une des sources du rapport : "on a pu examiner l'héritage de feu le professeur Steinmann qui se trouve à Rome à l'Institut Kaiser-Wilhelm consacré à l'art et aux sciences naturelles. M. Steinmann s'est occupé pendant de nombreuses années des spoliations des biens culturels commises par les Français en Allemagne et en Italie et il a rassemblé un nombreuse documentation...les renseignements basés sur les notes de M. Steinmann sont signées Steinmann" (Otto Kümmel (en), 2e rapport, janvier 1941, p. X-XI.

## Ouvrages
- Pinturicchio, Kunfler, 1898
- Ghirlandaio, Velhagen & Klasing, 1897.
- Antonio da Viterbo, Monaco, 1901.
- Botticelli, Grevel, 1901.
- Monumento a Paolo II a S. Pietro, Rome, 1912.
- Die Portraitdarstellungen des Michelangelo, Leipzig, 1913.
- Sul Palatino, Natale Di Roma, Nuova Antologia, 1914
- Die Sixtinische Kapelle, Bruckmann, München 1901–1905.
- Michelangelo Bibliographie, Georg Olms, rééd. 1967